# Spice World
Spice World (ang. Spice World) – brytyjska komedia muzyczna opowiadająca o pracowitym tygodniu z życia słynnego wówczas zespołu Spice Girls. Film ukazuje dni prób, występów, sesji zdjęciowych, wywiadów i konferencji, a wszystko to dzieje się przed pierwszym koncertem dziewcząt na żywo w prestiżowej sali Londynu: Royal Albert Hall.

## Fabuła
Film zaczyna się w momencie koncertu Spice Girls i piosenką „Too Much”. Podczas całego filmu reżyser dokumentu o Spice Girls wraz ze swoją ekipą próbuje dociec, czemu Spice Girls są tak sławne, a redaktor Kevin McMaxford próbuje nie dopuścić do koncertu w Albert Hall, myśląc że to zachęci do czytania jego gazety. W międzyczasie dwaj załamani producenci filmowi myślą nad fabułą filmu z udziałem Spice Girls. Podczas filmu dochodzi do kłótni pomiędzy zespołem i menedżerem Cliffordem (Richard E. Grant), spotkania z kosmitami, rodzenia dziecka przez ich przyjaciółkę Nicolę i zmagania dziewczyn z tym, czy być sobą czy też niewolnicami sukcesu i sławy. Za punkt kulminacyjny można uznać „wyścig z czasem” kiedy to w ostatniej chwili dziewczyny wychodzą ze szpitala i pędzą na koncert SpiceBusem, który chaotycznie prowadzi Victoria. Film kończy wykonanie przez zespół piosenki „Spice Up Your Life!”. Na napisach końcowych są natomiast przedstawione dialogi między aktorami a producentami, którzy w końcu wymyślili fabułę do filmu.

## Obsada
- Geri Halliwell „GingerSpice” – ona sama
- Melanie Brown „ScarySpice” – ona sama
- Melanie Chisholm „SportySpice” – ona sama
- Emma Bunton „BabySpice” – ona sama
- Victoria Beckham (Adams) „PoshSpice” – ona sama
- Meat Loaf – Dennis
- Kavin Allen – reżyser TV
- Richard E. Grant – Clifford
- Claire Rushbrook – Deborah
- Roger Moore – szef
- Barry Humphries – Kevin McMaxford
- Naoko Mori – Nicola
- Alan Cumming – Pierce

## Piosenki Spice Girls użyte filmie
- „Too Much” – śpiewana w początkowym koncercie
- „Stop” – w tle, fragment (np. podczas jazdy autobusem)
- „Do it” – w tle, fragment
- „Say You’ll Be There” – śpiewana na próbie
- „Denying” – w tle
- „Saturday Night Divas” – w tle podczas sesji zdjęciowej
- „2 Become 1” – zanucona, w tle
- „Never Give Up On The Good Times” – w tle na nauce tańców, krótki fragment
- „Viva Forever” – w tle, krótki fragment
- „Wannabe” – śpiewana, we wspomnieniach o kawiarence
- „Who Do You Think You Are” – na dyskotece
- „Mama” – zanucona
- „Spice Up Your Life” – śpiewana podczas koncertu na żywo
- „The Lady Is A Vamp” – napisy końcowe

### Piosenki napisane na potrzeby filmu
- „My Boy Lollipop”
- „Sound Off (Army Spice)”
- „Leader of the Gang”